# Expressway 551 (Südkorea)
Der Expressway 551  ist eine Schnellstraße in Südkorea. Die Autobahn bildet eine Verbindung zwischen dem Expressway 55 und dem Expressway 1 nördlich der Hafenstadt Busan. Die Autobahn ist 18 Kilometer lang.

## Straßenbeschreibung
Nordwestlich von Busan beginnt der Expressway 551 und kreuzt dort den Expressway 55, die Autobahn von Daegu nach Busan. Die Autobahn hat 2x2 Fahrspuren und führt an der Stadt Yangsan vorbei. Auf einem relativ großen Knoten endet der Expressway 551 am Expressway 1, der alten Strecke von Seoul nach Busan und Daegu.

## Geschichte
Die Autobahn wurde am 28. Juni 1990 eröffnet und für den Verkehr freigegeben.

## Eröffnungsdaten der Autobahn
| von     | nach    | Länge | Datum      |
| ------- | ------- | ----- | ---------- |
| Daedong | Yangsan | 8 km  | 28.06.1990 |
| Gimhae  | Daedong | 10 km | 16.12.2014 |

## Verkehrsaufkommen
Im Jahr 2008 waren rund 75.000 bis 91.000 Fahrzeuge täglich auf der Autobahn unterwegs.

## Ausbau der Fahrbahnen
| von    | nach    | Länge | Fahrspuren |
| ------ | ------- | ----- | ---------- |
| Gimhae | Yangsan | 18 km | 2x2        |